# Eugène Tremblay
 (décembre 2017).
Si vous disposez d'ouvrages ou d'articles de référence ou si vous connaissez des sites web de qualité traitant du thème abordé ici, merci de compléter l'article en donnant les références utiles à sa vérifiabilité et en les liant à la section « Notes et références ».
Pour les personnes ayant le même patronyme, voir Tremblay.
Eugène Tremblay, né le 20 février 1936 à Saint-Hilarion, est un prêtre catholique et évêque canadien.

## Biographie
Il est ordonné prêtre en 1962, fait des études de théologie au séminaire de 1962 à 1969, ainsi qu'un diplôme de psychologie. 
Il a été nommé évêque auxiliaire de Québec et évêque titulaire de Succuba (de) en 1994 et est consacré en 1995 par Maurice Couture avec comme co-consécrateurs Jean-Paul Labrie (de) et Marc Leclerc (de). En 2004, il est nommé évêque du diocèse d'Amos.